# Quercus crispifolia
Quercus crispifolia — вид рослин з родини букових (Fagaceae); поширений в Гватемалі й Мексиці (Чіапас, Герреро, Оахака).

## Опис
Дерево 10–15 метрів заввишки. Гілочки спочатку зірчасто-запушені, незабаром голі, сірі або червонувато-коричневі, з не дуже помітними сочевицями. Листки від ланцетних до зворотно-ланцетних, 10–20 × 3–6 см, жорсткі, шкірясті; основа клиноподібна або вузько закруглена, рідко серцеподібна; верхівка від загостреної до послабленої; край цілий; верх блискучий, без волосся або зі зірчастими волосками біля основи середньої жилки; ніжка 0.5–1 см, стає безволосою. Жолуді дворічні; горіх широко яйцеподібний, коричневий, спочатку шовковисто-запушений, стає голим, 2–3 × 2–2.5 см; чашечка вкриває лише основу горіха.

## Середовище проживання
Країни поширення: Гватемала, Мексика (Чіапас, Герреро, Оахака).
Зростає в низькогірних дощових лісах; на висотах 900–2700 м.

## Використання
Використовується значною мірою як дрова.

## Загрози
Вирубування.